# Piotr Rutkowski
Piotr Rutkowski ( 1969 ) es un botánico, y profesor polaco, que desarrolla actividades académicas en la Universidad de Gdansk.

## Algunas publicaciones
- piotr Rutkowski, dariusz l. Szlachetko, marcin Górniak. 2008. Phylogeny and taxonomy of the subtribes Spiranthinae, Stenorrhynchidinae and Cyclopogoninae (Spirantheae, Orchidaceae) in Central and South America. Editor Wydawnictwo Uniwersytetu Gdańskiego, 348 pp. ISBN 83-7326-573-2

- dariusz l. Szlachetko, piotr Rutkowski, joanna Mytnik. 2005. Contributions to the taxonomic revision of the subtribes Spiranthinae, Stenorrhynchidinae and Cyclopogoninae (Orchidaceae) in Mesoamerica and the Antilles. Volumen 20 de Polish botanical studies. Editor Polish Acad. of Sci. W. Szafer Institute of Bot. 387 pp. ISBN 83-89648-18-0

- piotr Rutkowski. 2003. FPGA based TESLA cavity SIMCON DOOCS server design, implementation and application. TESLA collaboration. Editor Dt. Elektronen-Synchrotron DESY, MHF-SL Group, 18 pp.

- alina Szlachetko, piotr Rutkowski. 2000. Biologia II: podręcznik : gimnazjum. Editor Wydawnictwo M. Rożak, 143 pp. ISBN 83-88056-66-2

- edward Pigoń, piotr Rutkowski. 1990. Polskie Biblioteki medyczne: informator. Editor G·lówna Biblioteka Lekarska, 269 pp.

## Honores
- 1999: doctorado cum laudae[2]
- 2001: premio de equipo por el Ministerio de Educación al publicar la monografía "Gynostemia orchidalium"[2]
- 2011: medalla del Comité de Educación Nacional expedido por el ministro de Educación[2]

### Eponimia
- (Orchidaceae) Eurystyles rutkowskiana Szlach.[3]